# Willem Bosman
Willem Bosman, né le 12 janvier 1672 à Utrecht  et mort au XVIIIe siècle, est un marchand, notamment d'esclaves, au service de la Compagnie néerlandaise des Indes orientales. Il est notamment connu pour un ouvrage publié en 1704 et décrivant la côte occidentale de l'Afrique, intitulé Description précise de la côte de l'Or, de la côte d'Ivoire et de la côte des Esclaves.